# Chrysolina burchana
Chrysolina burchana é uma espécie de artrópode pertencente à família Chrysomelidae.